# Dichonia pinkeri
Dichonia pinkeri är en fjärilsart som beskrevs av Kobes 1973. Dichonia pinkeri ingår i släktet Dichonia och familjen nattflyn. Inga underarter finns listade i Catalogue of Life.